# Vivo (álbum de Ricardo Arjona)
Vivo es el nombre del primer álbum en vivo del cantautor guatemalteco Ricardo Arjona. Fue grabado en el Hipódromo del sur de la Ciudad de Guatemala el 5 de diciembre de 1998 y publicado por Sony Music México el 5 de octubre de 1999. Hubo dos ediciones del álbum, con variación de un par de canciones. La primera edición contiene la canción "Desnuda", y el segundo contiene la canción "La sucursal del cielo".

## Lista de canciones

### Primera edición
1. «Aquí estoy»
2. «Ella y él / Historia de taxi»
3. «Quién diría»
4. «Se nos muere el amor»
5. «Realmente no estoy tan solo»
6. «Si el norte fuera el sur»
7. «Historia»
8. «Señora de las cuatro décadas»
9. «Desde la calle 33»
10. «Tarde (Sin daños a terceros)»
11. «Me enseñaste»
12. «Tu reputación»
13. «Te conozco»
14. «Dime que no»
15. «Mujeres»
16. «Desnuda»

### Segunda edición
1. «Aquí estoy»
2. «Ella y él / Historia de taxi» (Arreglo)
3. «Quién diría»
4. «Se nos muere el amor»
5. «Realmente no estoy tan solo»
6. «Si el norte fuera el sur»
7. «Historia»
8. «Señora de las cuatro décadas»
9. «Desde la calle 33»
10. «Tarde (Sin daños a terceros)»
11. «Me enseñaste»
12. «Tu reputación»
13. «La sucursal del cielo»
14. «Te conozco»
15. «Dime que no»
16. «Mujeres»